# Венио Лосерт
Венио Лосерт (Завидовићи, 25. јул 1976) бивши је голман рукометне репрезентације Хрватске.
Лосерт је као члан рукометне репрезентације учествовао у њена два, велика успеха, освајање златних медаља на Олимпијским играма у Атланти 1996. и Атини 2004.
У својој дугогодишњој каријери Лосерт је играо у многим клубовима.
До 1999. био је члан рукометног клуба Бадел Загреб из Загреба, а затим одлази у Шпанији где игра : Гарбел Сарагоса (1999/00), Тека Кантабрија (2000/01), БМ Гранољер (2001/04), Портланд Сан Антонио (2004/05), ФК Барселона-Сифес од 2005. до данас (2009).

## Успеси
- Рукометна репрезентација Хрватске
  - злато ОИ Атланта 1996 и Атини 2004.
  - сребро СП Исланд 1995. и Тунис 2005.
- РК Бадел Загреб
  - 2 Европска купа 1991/92, 1992/93.
  - 7 титула првака Хрватске лиге 1992/93, 93/94, 94/95, 95/96, 96/97, 97/98, 98/99,
  - 7 титула освајача Купа 1992/93, 93/94, 94/95, 95/96, 96/97, 97/98, 98/99.
- Портланд Сан Антонио
  - првак Шпанске 1 лиге 2004/05.
- ФК Бареслона-Сифес
  - Освајач Суперкупа Шпаније 2006/07.
  - освајач Купа Шпаније 2006/07.
  - првак шпанске Пиринеј лиге 2006/07.

- Играч године у Хрватској 1997.